# رناتو چینکوئینی
رناتو چینکوئینی (ایتالیایی: Renato Cinquini؛ ‏ ۱۸ اکتبر ۱۹۲۱ – ۵ فوریهٔ ۲۰۰۸) تدوین‌گر اهل ایتالیا بود.

## گزیدهٔ آثار
- مرد خانواده (۱۹۷۴)
- ۱۸۷۰ (۱۹۷۱)
- دوبار شلیک کن (۱۹۶۹)
- داستان بل استار (۱۹۶۸)
- قلعه کابوس (۱۹۶۵)
- شلاق و بدن (۱۹۶۳)
- صلیبیون توانا (۱۹۵۸)
- زنی تنها (۱۹۵۶)
- فقر و نجابت (۱۹۵۴)
- دو شب با کلئوپاترا (۱۹۵۴)
- رؤیای زورو (۱۹۵۲)
- جذام سفید (۱۹۵۱)